# Obusier

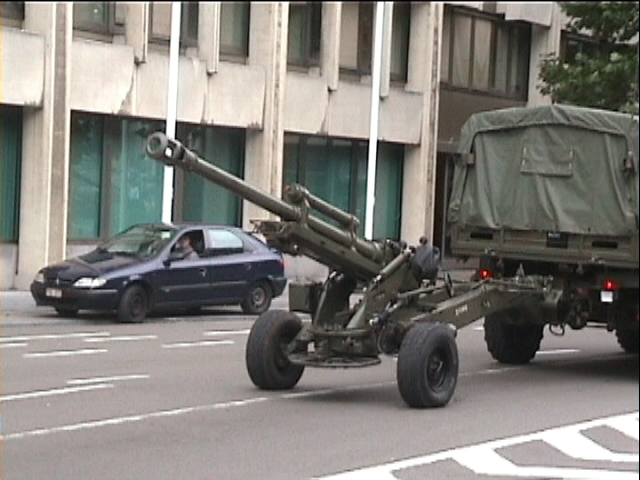
Obusier LG1 tracté de la Composante terre de l'armée belge en 2005.

Un obusier est une pièce d'artillerie généralement assez courte et tirant en cloche.

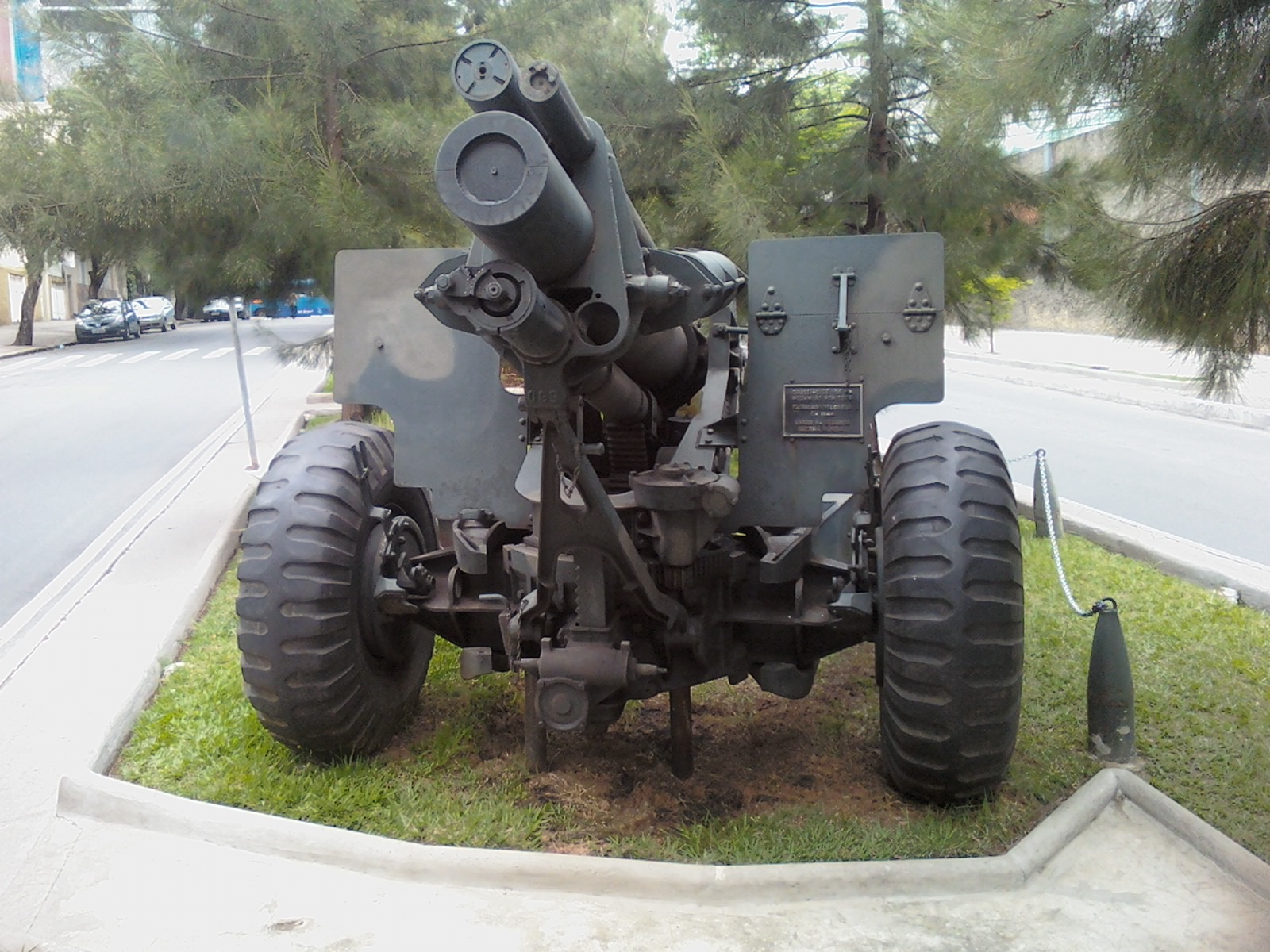
Obusier M1, 155 mm exposé au musée de la FEB de Belo Horizonte.

Le terme dérive du mot anglais howitzer et du terme allemand Haubitze, dérivant d’un mot tchèque désignant une catapulte, utilisé dans l'empire austro-hongrois.

## Histoire
La définition de l'obusier diffère selon les époques. À la fin du XVIIe siècle, certains mortiers allemands furent appelés Haubitze (qui par la suite a donné le mot obus) mais un obusier n'est pas un mortier, car ce dernier n'a pas de culasse mobile et se charge généralement par la bouche, en laissant glisser le projectile dans le tube.
Les premiers vrais obusiers doivent leur nom au fait qu'ils tiraient des obus, c'est-à-dire des projectiles creux qui explosaient après leur chute. Le boulet, moins efficace, disparaît vers 1850 et les canons tirent dès lors des obus[réf. souhaitée]. A cette époque, la distinction entre canon et obusier s'établit sur la base de l'angle de tir : inférieur à 45° c'est un canon, au-delà c'est un obusier. Durant la Première Guerre mondiale apparaissent des pièces d'artillerie qui peuvent tirer à tous les angles de hausse. Depuis cette époque, le critère de détermination est le rapport entre la longueur de la partie rayée du tube et son calibre. En dessous de 20 (25 aux États-Unis), c'est un obusier, au-dessus c'est un canon.
En pratique, les obusiers continuent à tirer à une inclinaison supérieure à 45° (tir en cloche) ; le tir tendu (moins de 45°) n'est prévu que pour le cas où une batterie se trouverait confrontée à une attaque sur sa position. Quant aux canons, comme ils tirent normalement à longue portée, une inclinaison inférieure à 45° s'avère préférable. En effet, le tir tendu rend le temps de vol du projectile plus court et, par conséquent, réduit la dispersion et la perte d'énergie.

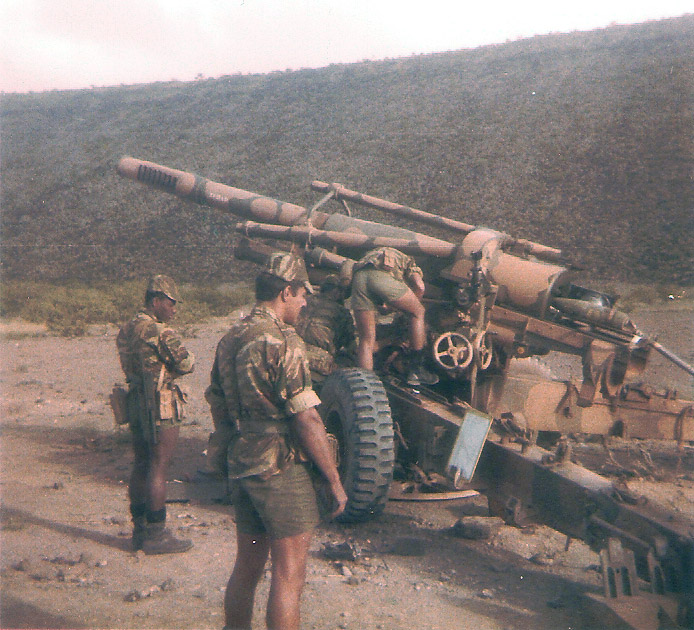
Obusier « Modèle 50 » de 155 mm de l'armée française[note 1].
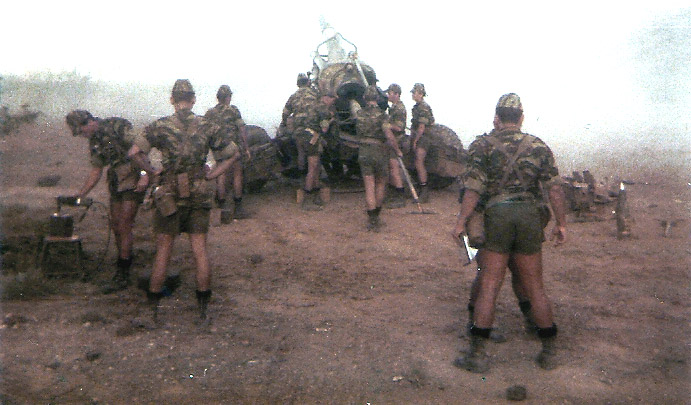
Obusier « Modèle 50 » de 155 mm en action avec ses servants.
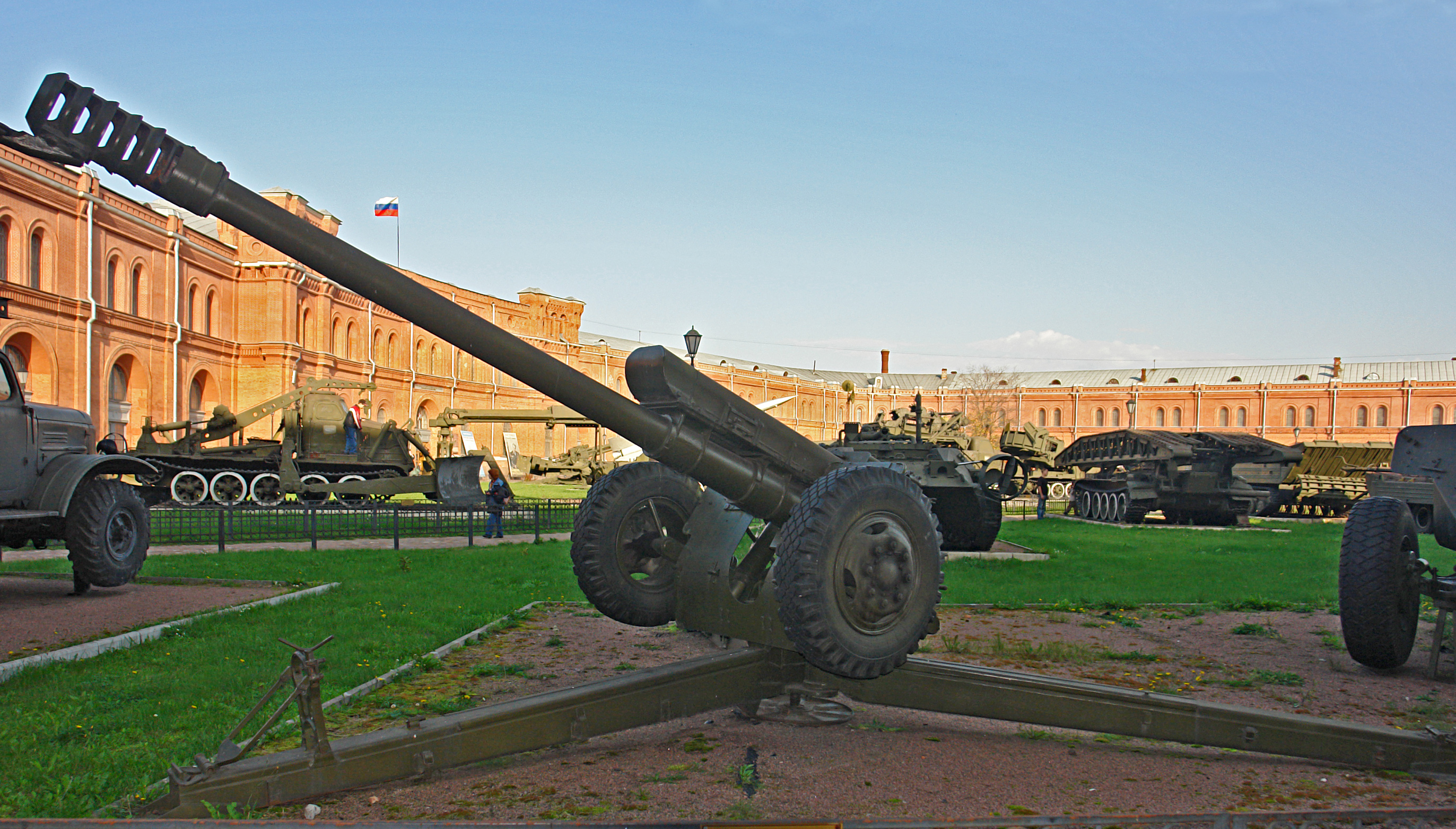
Obusier D-30 de 122 mm, 2A18[4], de conception soviétique[note 2].
- Tir d'un obusier M777 Light Towed dans la province de Lôgar en Afghanistan [vidéo].

## Considérations techniques

### Généralités
Les obusiers modernes sont tractés ou bien autopropulsés. L'abréviation utilisée pour les désigner est « SP » en anglais — pour « Self Propelled » — et « AM » en français, pour « AutoMoteur ». Les désignations françaises les plus courantes sont toutefois « Au » pour « automoteur » (par exemple le 155 Au F1) et « Am » pour « automouvant »  (par exemple le 155 Am F3), sachant qu'en France une pièce d'artillerie dite « Au » emporte à son bord les munitions qu'elle utilise pour le tir, alors qu'une pièce d'artillerie dite « Am » est simplement propulsée mais n'emporte aucune munition d'artillerie. Les SP sont des véhicules sur chenilles souvent munis d'une énorme tourelle les faisant ressembler à des chars d'assaut.

### Quelques types d'obus
- HE : (High Explosive) obus explosif, soit à l'impact (percutant), soit juste au-dessus de l'ennemi (fusant) ;
- ILL : (ILLuminating) obus éclairant, qui libère en l'air un pot éclairant pendu à un parachute ;
- HEAT : (High Explosive Anti Tank) obus utilisé pour le tir direct contre des véhicules blindés, si la position d'artillerie est attaquée. L'obus M107 américain pèse 19,6 kg (dont 15,8 % d'explosif) et est long de 800 mm ;
- SMK : (SMoKe, fumée) obus fumigène ;
- à gaz : obus en dotation dans l'ancien Pacte de Varsovie ;
- Obus atomique : obus doté d'une charge nucléaire, possédé et testé par l'URSS et les États-Unis pendant la guerre froide.

### Quelques modèles d'obusiers
- Obusier de 155 mm - 50 BF :
  - Servants : 5 hommes

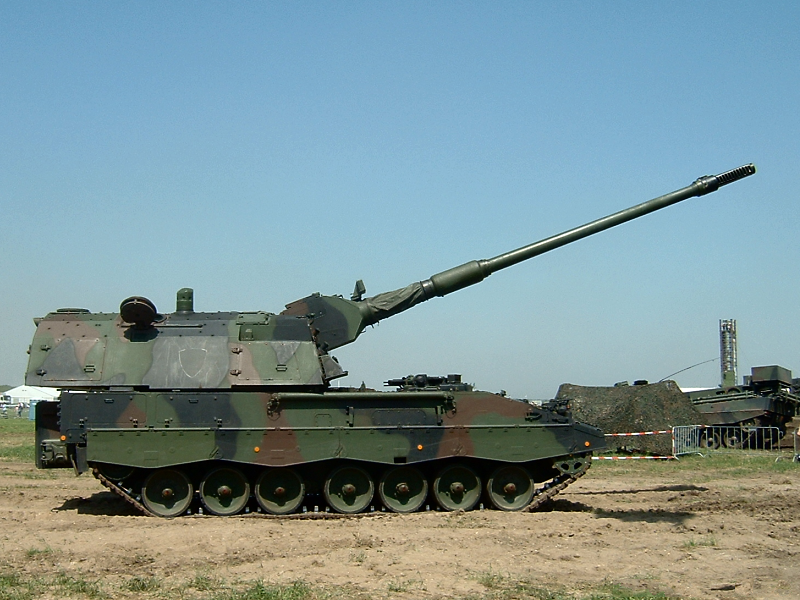
PzH 2000 allemand.

  - Portée maximale : 18 000 m (obus normal) et 23 300 m (obus à propulsion additionnelle)
  - Masse en configuration de route : 8,9 t
  - Pointage en site de −4 à +69°
  - Pointage en azimut sur 80°

- Obusier 105 mm SP (modèle US M108)
  - Masse : 21 t
  - Portée : 13,5 km
  - Masse de l'obus HE : 15 kg
  - Cadence de tir normale : 4 coups par minute

- Obusier 155 mm SP (modèle US M109)[5]
  - Masse : 24 t
  - Portée : 13,5 km
  - Masse de l'obus HE : 44 kg
  - Cadence de tir normale : 2 coups par minute

- Obusier 8 pouces SP (modèle US M10)[6]
  - Masse : 27 t
  - Portée : 15 km
  - Masse de l'obus HE : 91 kg
  - Cadence de tir normale : 1 coup par minute

- Obusier 155 mm SP contemporain (PzH 2000)[7]
  - Masse : 55 t
  - Longueur : 11,7 mètres
  - Largeur : 3,6 mètres
  - Hauteur : 3,1 mètres
  - Vitesse sur route : 60 km/h
  - Vitesse hors route : 45 km/h
  - Autonomie: 420 km
  - Équipage : 5 (commandant, conducteur, homme de pièce, deux chargeurs)
  - Longueur du canon : 52 calibres (8 mètres)
  - Portée de l'obus : 30 km (40 km avec fusée)
  - Cadence de tir : 5 coups par minute (normale), 10 coups par minute (max)

## Culture populaire
- Dans le jeu vidéo de stratégie Empire Earth : il est possible de construire des Obusiers dans les arsenaux durant l'ère atomique - Grande Guerre (époque 10), ces machines de siège sont efficaces contre les bâtiments et les navires. Il est l'amélioration de la Serpentine et peut être amélioré en Canon Paladin durant l'ère Numérique (canon à trois roues avec des obus énergétique fictif, inexistant dans la réalité).
- Dans Blitzkrieg (jeu vidéo) : les obusiers (ou SPGs en jeu) sont les blindés ayant les canons les plus puissants de par leurs calibres. Ils sont efficaces quand ils sont armés d'obus du type HE (High Explosive) et peuvent endommager très fortement les ennemis. Néanmoins, ces blindés disposent de points de vie limités, ce qui fait d'eux des cibles privilégiées quand ils sont repérés par l'ennemi.
- Dans le jeu vidéo de stratégie Age of Empires III, le joueur a la possibilité d'obtenir au fur et à mesure de sa progression, des obusiers pouvant être améliorés et offrant un design différent à chaque amélioration.
- Dans les fichiers de la version Pre-Alpha du jeu Mortyr: 2093-1944, on peut trouver la texture en 2D d'un obusier Allemand LeFH 18 de 105 mm.